# 凱拉·溫特斯
凱拉·溫特斯（英語：Kiera Winters，1992年2月2日—） ，是一名美国色情女演員及成人模特兒。

## 早年生活
溫特斯於1992年2月2日出生於美國愛達荷州默裏迪恩，並在那裡度過童年生活。

## 演藝生涯
2012年她搬到加州洛杉磯，並進入色情產業開始了她的演藝生涯。一開始大部分的作品都是以拍攝女同性戀及個人自慰影片為主，之後參與了許多知名網路色情公司的作品，開始拍攝男女色情的場景及寫真。
2012年9月，她為《好色客》雜誌拍攝當期的裸體寫真。
2013年，成為「Matrix Models」經紀公司旗下模特兒。9月，她開始為《閣樓》拍攝影片及裸體寫真。

## 獎項和提名
- 2013年SEX獎提名：最火辣女孩

- 2014年成人產業獎（英语：XBIZ Award）提名：最佳新人

- 2015年成人影帶新聞獎提名：最佳全女性群交場景 －《Three's A Charm》[4]